# الرمادي قبلي
قرية الرمادي قبلي هي إحدى القرى التابعة لمركز إدفو في محافظة أسوان في جمهورية مصر العربية.